# マリオンの戦い
マリオンの戦い（マリオンのたたかい、英: Battle of Marion）は、南北戦争の終盤、1864年12月17日から18日に、バージニア州スミス郡マリオンの町近くで起きた戦闘である。この戦いは、北軍のジョージ・ストーンマン少将が率いたバージニア州南西部のソルトビルやマリオンの工業インフラを破壊することを目指した襲撃の一部だった。北軍の騎兵と歩兵の連隊、総勢で約4,500名が12月17日にテネシー州を離れ、バージニア州南西部に入った。
戦闘は2日間続き、南軍ジョン・ブレッキンリッジ少将の率いた総勢1,200ないし1,500名の歩兵と騎兵が、マリオンの町とその周辺にあった防衛陣地を保持することに成功した。その第1日目、マリオン郊外の屋根付橋近くで南軍の協調がとれた防衛により、北軍の攻撃が跳ね返された。2日目が終わるまでに、弾薬が尽きかけた南軍はこの地域からの撤退を強いられた。両軍の損失は合わせて300名近くになった。北軍はソルトビルとマリオンで製塩工場、鉛加工所など重要な南軍のインフラを破壊する工作を続けた。

## 背景
1864年も終わり近くなると、南北戦争も緩りと終戦が見えてきた。エイブラハム・リンカーンが大統領に再選され、ユリシーズ・グラントが中将として北軍の総司令官となり、南軍が戦争に勝つ可能性は着実に無くなって行った。東部戦線では、5月に始まった荒野の戦いからスポットシルバニア・コートハウスの戦いで抵抗したロバート・E・リー将軍の南軍が、北軍によって少しずつ南への後退を強いられてきた。アパラチア山脈の中では、シェナンドー渓谷でフィリップ・シェリダン少将の率いる北軍が南軍の部隊を破っていた。北軍は南に侵攻するにつれて、南軍の農業基盤となっていた重要な地域を破壊していった。西部戦線で勝利を重ねたウィリアム・シャーマンが海への進軍を始めると、ジョージア州における農業生産高の20%を破壊することに成功した。
北軍が南に進軍すると、バージニア州南西部、ホルストン川の中支流沿い、ソルトビルとウィザービルの間にあるマリオンの町近くのインフラが北軍の主要な標的になった。マリオン自体は政治的に分裂しており、北軍に協力する住民も南軍に協力して戦う住民もいた。1864年冬まで、山岳地にあったマリオンの地域は大きな戦闘から免れていた。1864年11月、オハイオ軍管区副司令官であり東テネシーの北軍騎兵隊全部隊の指揮に当たっていたジョージ・ストーンマンが、バージニア州南西部に遠征を行い、南軍の用に供する補給物資の生産拠点や施設を破壊することを提案した。1864年12月6日、ジョン・マカリスター・スコフィールド少将がこの作戦に承認を与えた。

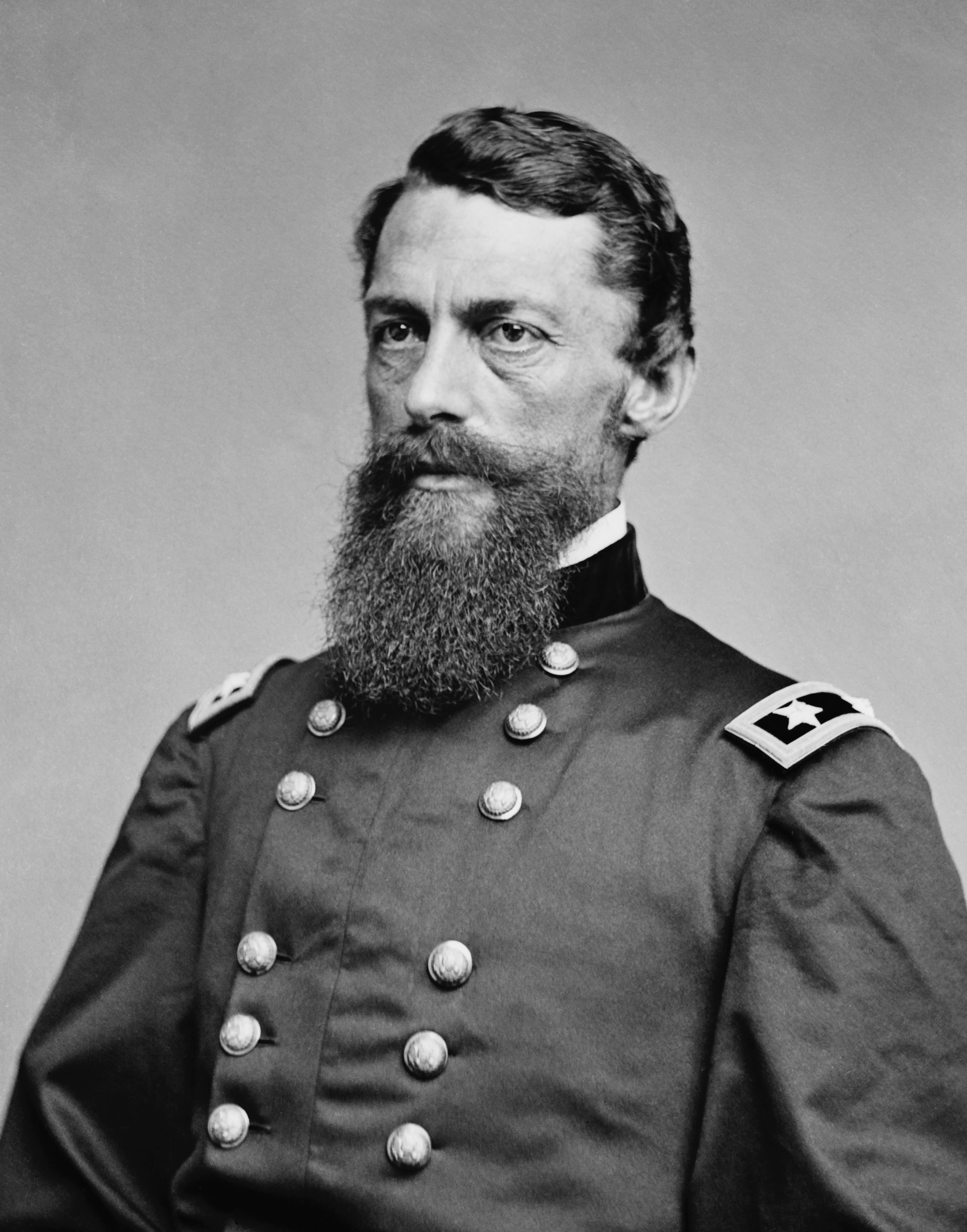
ジョージ・ストーンマン

## 参戦した部隊
北軍は様々な部隊から寄せ集めた約4,500名であり、この戦争の初期にバージニア州南西部に小規模の襲撃を掛けた幾つかの部隊が含まれていた。北軍は、ジョージ・ストーンマン少将、アルバン・ギレム准将、スティーブン・バーブリッジ准将が指揮していた。南軍のマリオンに駐屯するはずだった部隊の大部分は北バージニア軍に転出させられていた。大きく勢力を減らされた南軍は約1,500名となり、ジョン・ブレッキンリッジ少将とバジル・W・デューク准将の総指揮下にあった。

### 北軍
ストーンマンはアルバン・ギレム准将とスティーブン・バーブリッジ准将の指揮下にあった部隊を使い、第5および第6アメリカ合衆国有色人騎兵連隊も含まれていた。この両部隊は10月に起きた第一次ソルトビルの戦いで製塩工場を破壊しようとしたときにも参戦していた。ストーンマンは、バーブリッジにその4,200名の騎兵師団を、カンバーランド・ギャップを抜け、テネシー州ノックスビルのストーンマンとギレムの所まで率いて来るよう命じた。そこではギレムが選別した1,500名の兵士に再武装させていた。ストーンマンはその部下たちに遠征の目的を明かしていなかったが、12月10日にノックスビルを発ち、その3日後に目的を知らせた。12月12日、ストーンマン隊はテネシー州ロジャーズビルで、バジル・デューク准将の騎兵隊の側面を衝き、後退させた。翌日にも同州キングスポートで南軍部隊を破り蹴散らすことができた。ギレム隊はそこでリチャード・C・モーガン大佐を含む84名の南軍兵を捕虜にし、その輜重隊も捕獲した。

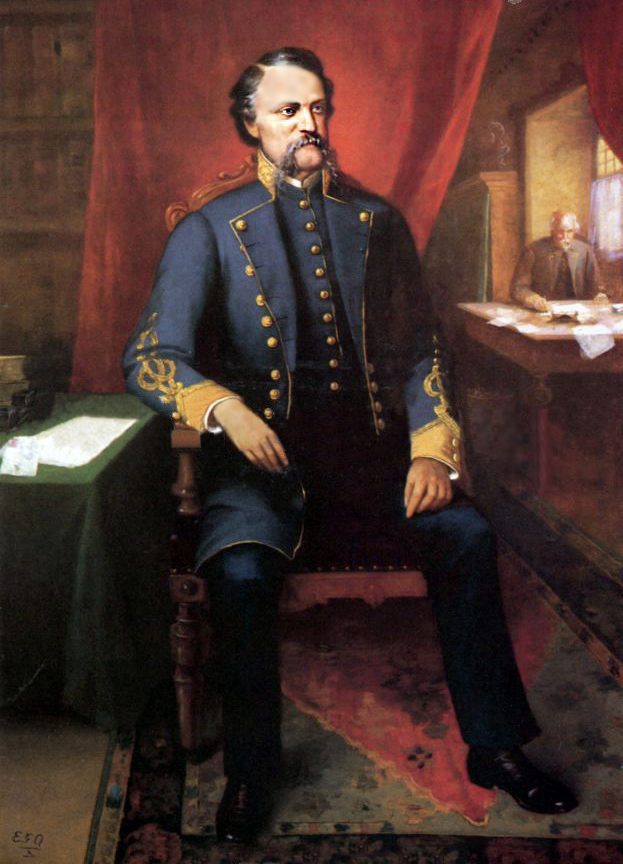
ジョン・ブレッキンリッジ、准将のときの肖像画

12月14日、北軍連隊はバージニア州アビンドンの方向にバジル・デューク准将の騎兵隊を押し返し始めた。翌日、ストーンマンとその騎兵隊はマリオンの西約13マイル (21 km) のバージニア州グレイドスプリングの宿営地に行った。12月16日、ストーンマンの騎兵隊がマリオンに侵攻し、その通り道にあるインフラと公共の建物を破壊した。

### 南軍
南軍はジョン・ブレッキンリッジ少将の指揮下にあった。ブレッキンリッジは第15代アメリカ合衆国大統領ジェームズ・ブキャナンのときの副大統領であり、1860年アメリカ合衆国大統領選挙では大統領候補にもなり、リンカーンと競っていた。この時点では南軍南西バージニア軍管区の指揮官だった。その指揮下には約1,000名の正規兵と、予備隊として約500名の民兵があった。所属下にあった中隊の多くはリッチモンド防衛の支援のために北バージニア軍に派遣されていた。ブレッキンリッジの部隊は、ヘンリー・ギルトナー大佐の旅団で構成され、ケンタッキー第4騎兵隊と同第10騎兵大隊、ケンタッキー第11騎馬ライフル隊、後のケンタッキー第13騎兵大隊、バージニア第64騎馬歩兵隊で編成されていた。またバジル・デューク准将の騎兵隊、ジョージ・コスビー准将の騎兵隊、ビンセント・ウィッチャー大佐のバージニア第34騎兵大隊も含まれていた。
12月16日夜、ブレッキンリッジとその部隊は、ストーンマン隊の前進を止めるために、バージニア州ソルトビルから出撃した。ブレッキンリッジは正規兵を連れて行き、500名の民兵はロバート・プレストン大佐に任せて、製塩工場を守らせることとした。ブレッキンリッジはウィッチャーとそのバージニア第34騎兵大隊を本体の前衛に派遣し、北軍に嫌がらせを行うよう命じた。12月17日午前3時ごろ、ブレッキンリッジとその小さな中隊がウォーカーズ山を越え始めた。その行軍の数日前に4インチ (100 mm) の雨が降っており、道路はぬかるみ、行軍を困難にしていた。午前4時頃、セブンマイルフォードに近い本道に達しており、ブレッキンリッジはその先に進む前に日中の間はそこで停止して待つことにした。

## 戦闘

### 前哨線
12月27日正午頃、ブレッキンリッジ隊の兵士は馬に乗り、マリオンに向かって進んだ。ストーンマンは支配下にあったテネシー連隊の幾つかをウィザービルに派遣して、価値があるように見えるものなら何でも破壊するように命じた。ストーンマンは別に騎兵2個連隊を派遣して、ウィザービルから約10マイル (16 km) にある鉛の鉱山と精錬所を破壊することも命じた。
ストーンマンとバーブリッジはマリオンへの進行を続け、そこでウィッチャー隊と遭遇した。ウィッチャーの部隊が停止して北軍騎兵隊に対し一斉射撃を行ったが、バーブリッジの前衛連隊が容易にウィッチャーの小さな連隊を押し返した。ウィッチャーがブレッキンリッジに状況を伝える伝令を送った。ブレッキンリッジ隊はマリオンで合流するために前進してきていた。

### 第1日
ブレッキンリッジの前衛連隊はケンタッキー第10騎馬ライフル隊であり、ベンジャミン・コーディル大佐が指揮していた。コーディル隊は下馬して北軍騎兵隊に発砲し、小さな被害を与えた。ブレッキンリッジ隊の残りが戦場に到着し始めたときに、ストーンマンの部隊が川を見下ろす高台を確保した。ブレッキンリッジはそれらの丘がこの地域では最良の防衛拠点だと判断し、前衛連隊に丘の上で邪魔になる北軍を排除するよう命令した。ギルトナー旅団の残りもその攻撃に加わり、北軍部隊を潰走させ、南軍がそこに代わって防衛陣地を敷いた。
バーブリッジは高台の陣地が失われたときに、自隊に南軍に対する反撃を行うよう命じた。北軍の連隊が丘に向かって前進すると、南軍の歩兵と騎兵が大きな損失を与え、バーブリッジ隊の前進を遅らせた。北軍が丘に向かっての攻撃を続けているときに、マリオンにいた南軍砲兵隊の指揮官リチャード・ペイジ少佐が、北軍の進撃を遅らせるために、その10ポンド・パロット砲に発砲させた。バーブリッジの前衛連隊は大きな損失をだし、全方向から激しい銃砲火を浴びて後退した。
北軍の士官達がその後退に反発し、その連隊を再編して、攻撃を再開した。南軍は前回の交戦と同様にその前線を維持し、北軍の連隊の残りを追い返した。南軍は最後の攻撃も跳ね返し、この第1日目は高台の陣地を維持することに成功した。その夜の間、ブレッキンリッジは翌日の攻撃に耐えるために、前進して新たなバリケードを構築するよう命令した。新しい陣地は敵との距離が150ヤード (140 m) もない程になった。戦闘が停止している間に、北軍の1部部隊が川の屋根付橋で陣地を構えるよう命令された。この橋の近くに75名の部隊が陣を敷き、両軍共に翌日の戦闘を再開する準備ができた。

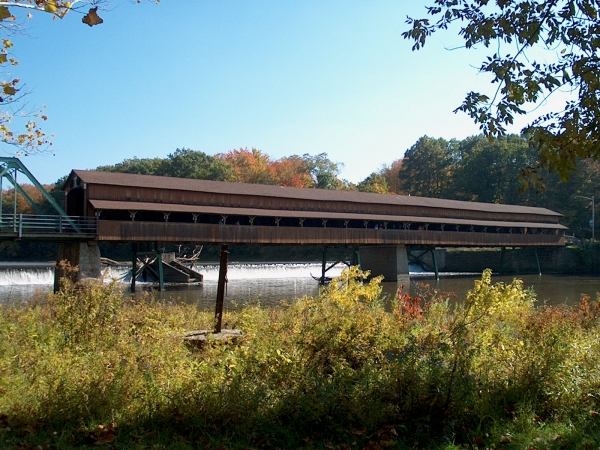
北軍が陣を布いたのと同種の屋根付橋

### 第2日
2日目の夜明け、屋根付橋に陣取った北軍部隊が発砲し、南軍の前衛陣地に嫌がらせを行った。朝の霧が晴れると、バーブリッジの連隊が攻撃を始めた。北軍兵の隊列が戦場を横切って移動し、ブレッキンリッジの部隊からの激しい銃火を浴びた。時間が経過するに連れて、北軍連隊の組み合わせがケンタッキー第4歩兵連隊を後退させることに成功した。しかし南軍の反撃で胸壁を置いた陣地を再度占有することに成功した。
反撃が進むと、屋根付橋の北軍部隊がケンタッキー第4連隊から次第に増す圧力を受けるようになった。その場所は保護されていないことを認識し、残っていた北軍兵は出発点の前線まで退こうとした。このとき屋根付橋近くに陣取っていた南軍部隊が、後退する部隊に大きな損失を与えた。橋に留まっていた北軍兵はこのとき、複数の南軍部隊の間に捕らえられ、攻撃できなくなった。北軍の部隊が橋までの道を切り開こうとしたとき、南軍がさらなる損失を与え、その攻撃部隊を後退させた。

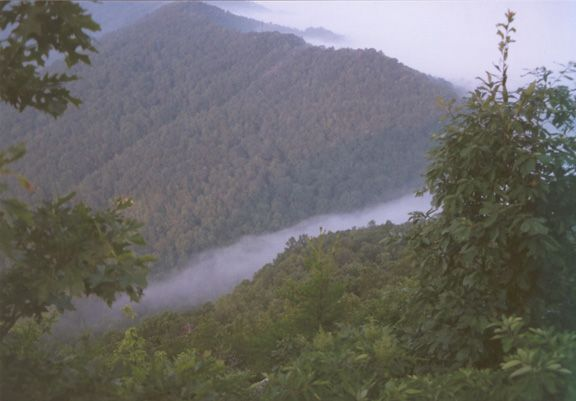
カンバーランドギャップ

前線の最右翼では、デュークが攻撃してくる北軍兵の隊列から圧力を受けていた。これを視認したギルトナー大佐がその連隊をデューク隊補強のために派遣した。ギルトナーの援軍が到着する前に、デュークとその部隊が北軍の前線に反撃し、それを潰走、後退させた。その後デュークとウィッチャーの部隊が合流し、北軍の最左翼に突撃して、北軍有色人部隊に大きな損失を出させた。
バーブリッジとその部隊は激しい損失を受け、戦略的な優位を失っており、算を乱した後退を行った。南軍はレールでできた胸壁を保持することに成功したが、その間に弾薬のほとんどを使い尽くした。南軍兵の各員が少なくとも75発の弾丸を放っており、それ以上発砲した兵士もいた。その後北軍の指揮官は歩兵部隊を補強した騎兵隊で、突撃を再開させた。南軍の小さな部隊の予想を超える戦闘能力によって製塩工場の一時的な防御態勢を作り上げた。

## 戦闘の後と評価
ブレッキンリッジはその野戦士官達に部隊の様子を調べ、その状態を報告するように命じた。戦死者と負傷者の数を聞くと、もはや前線で北軍の攻撃を支えられないと判断するまでに勢力を落としていた。宿営地の弾薬も消耗していた。兵士各員には10以上の薬包が無かった。ウィザービルとアビンドンの町で北軍によって補給物資を破壊されており、近い将来に物資の補給を受けたり、援軍が到着する希望もほとんど無かった。
南軍の勢力は遥かに劣勢だったが、北軍に大きな損失を与え、ソルトビルで北軍の進行を遅らせた。しかし最終的に北軍の進撃を止められなかった。ブレッキンリッジとその部隊はソルトビルの防御陣地に至る道が遮られていることが分かり、さらに南に撤退した。その間に北軍が前進した。ソルトビルは12月20日から21日の夜の攻撃で陥落し、製塩工場が破壊された。
バージニア州では塩が常に不足しており、岩塩坑が破壊された後は「事実上、塩の補給源が存在しない」こととなり、リーの酒保商人には「彼らが提供できる僅かな肉を保存する手段が無い...ピーターズバーグやリッチモンド郊外の塹壕にいる飢えた兵士に肉を供給する術がない」ということになった。さらに、ウィズビルに近い鉛鉱山も損傷し、3か月間は戦争遂行努力に貢献できないことになった。多くの井戸や水源も汚染され、上水道の破壊に繋がった。ストーンマンの作戦活動の間に、鉄道の機関車、車両、駅と付近の橋が修理もできない程破壊された。ストーンマンの備忘録では、その部隊がマリオンへの攻撃の間に士官34名と兵士845名を捕虜にしたと記されていた。